# Alexandru Pop (agricultor)
Alexandru Pop (n. 17 iulie 1880, Cașva – d. 28 octombrie 1928, Cașva) a fost un deputat în Marea Adunare Națională de la Alba Iulia, organismul legislativ reprezentativ al „tuturor românilor din Transilvania, Banat și Țara Ungurească”, cel care a adoptat hotărârea privind Unirea Transilvaniei cu România, la 1 decembrie 1918.:p. 77

## Biografie
Alexandru Pop, născut în localitatea Cașva, județul Mureș, a urmat cele patru clase primare și alte trei secundare, activitatea sa principală fiind agricultura. Este ales ca membru al P.N.L. și comandant al Gărzii Naționale Române din Cașva. Ocupă funcția de primar în localitatea natală între anii 1919-1928. A decedat la data de 28 octombrie 1928 în Cașva.

## Activitatea politică
A fost ales ca delegat titular al cercului electoral  Gornești, la Marea Adunare Națională de la Alba Iulia de la 1 decembrie 1918.:p.254